# Маглаки
Маглаки (груз. მაღლაკი) — село в Грузії.
За даними перепису населення 2014 року в селі проживає 4126 осіб.